# Гайда Іван Михайлович
Іва́н Миха́йлович Гайда (нар. 7 грудня 1961 — 18 червня 2020) — полковник медичної служби Збройних сил України, Заслужений працівник охорони здоров'я України.

## Життєпис
Народився 7 грудня 1961 у селі Бариш, Тернопільська область УРСР.
1980 року закінчив навчався в Івано-Франківському технічному училищі № 1, до 1982 служив у РА.
1982 року поступив на навчання на підготовче відділення Івано-Франківського медичного інституту, 1983 зарахований на перший курс лікувального факультету.
Протягом 1987—1989 років навчався на військово-медичному факультеті — Куйбишевський медичний інститут.
В 2009 році здобуде ступінь магістра — за спеціальністю «Державне управління», в Львівський регіональний інститут державного управління Національної академії державного управління при Президентові України.
У 1989—1993 роках — направлений до Групи радянських військ у Німеччині — начальник медичного пункту — начальник медичної служби окремого батальйону хімічного захисту.
У 1993—1996 роках — начальник медичної служби 361-ї протитанкової артилерійської бригади артилерійської дивізії Прикарпатського військового округу, м. Кам'янка-Бузька
У 1996—2002 роках — начальник медичної служби 26 артилерійської дивізії. Дивізія у 2002 р. визнана найкращою серед усіх військових з'єднань Збройних Сил України.
З 2002 по 2010 рік — заступник начальника 1120-го окружного військового госпіталю (м. Львів).
У 2006 році був відповідальним за створення й укомплектування унікальної військово-медичної одиниці — мобільного госпіталю, представивши наочно експериментальний приклад для подальшого створення подібних мобільних госпіталів в інших регіонах.
У 2010—2020 роках — начальник Військово-медичного клінічного центру Західного регіону — на 625 ліжок.
У червні 2020 року Івана Гайду у важкому стані зі Львова перевезли на лікування у Київ, там підключили до апарату штучної вентиляції легень, але врятувати не змогли. 18 червня 2020 року Іван Гайда помер від ускладнень через Covid-19 в Головному військово-медичному центрі.

## Нагороди та відзнаки
За значний особистий внесок у розвиток вітчизняної системи охорони здоров'я, надання кваліфікованої медичної допомоги, рятування життя людей, сумлінну працю та високий професіоналізм, відзначений:
- орденом Данила Галицького[3]
- орденом «За заслуги» ІІІ ступеня (посмертно)[4]
- відзнакою «Золотий Герб міста Львова»[5]

## Балотування в депутати
Від Народної партії в Львівську міську раду 6-го скликання мажоритарно по округу 13 в 2010 році — не пройшов.

## Родина
Брат Олег (23 вересня 1967, с. Бариш Бучацького району Тернопільської області — 1 липня 2020, м. Черкаси, Черкаська область) — лікар-хірург. Також помер від коронавірусної хвороби.
Без чоловіка і батька залишились дружина і дорослі дочка та син — лікар-хірург одеського шпиталю.

### Відео з І.Гайдою
- Іван Гайда, начальник Військово-медичного клінічного центру Західного регіону. SYLA NEWS на YouTube
- Хірурги Львівського військового госпіталю щодня оперують близько 30 військовослужбовців, які отримали поранення під час бойових дій на сході... ZAXID.NET на YouTube
- Близько 10 медиків львівського госпіталю отримали поранення на Донбас. Телеканал ZIK Live на YouTube
- За минулий тиждень з військового госпіталю у Львові виписали 130 вояків. Телеканал ZIK Live на YouTube

| Емблема Збройних сил України | Це незавершена стаття про військового чи військову Збройних сил України. Ви можете допомогти проєкту, виправивши або дописавши її. |